# Дадливил (Аризона)
Дадливил (енгл. Dudleyville) насељено је место без административног статуса у америчкој савезној држави Аризона.

## Демографија
По попису из 2010. године број становника је 959, што је 364 (-27,5%) становника мање него 2000. године.
| Група             | 2000.       | 2010.       |
| Белци             | 502 (37,9%) | 323 (33,7%) |
| Афроамериканци    | 1 (0,1%)    | 1 (0,1%)    |
| Азијати           | 1 (0,1%)    | 2 (0,2%)    |
| Хиспаноамериканци | 780 (59,0%) | 608 (63,4%) |
| Укупно            | 1.323       | 959         |